# Cima Genova
La Cima Genova (1.840 m s.l.m.) è una montagna dell'Antartide. Si trova sulla sponda sinistra della Dorsale Patrimonio nei monti Ellsworth
Essa è tuttavia senza nome e non quotata nella carta geografica: US Geological Survey maps, scala 250.000 (Liberty Hills and Union Glacier).
La quota riscontrata all'altimetro è stata di 1840 m. Dislivello globale dal ghiacciaio circa 700 metri. È separata dalla Cima Chiavari da un colle a circa quota 1600.
Si tratta di una cima poco delineata ma che è un importante nodo orografico, dato che 4 grandi creste convergono sulla vetta, separando quattro valli, di cui due principali e due secondarie.